# آنا فالشي
آنا فالشي (بالإيطالية: Anna Falchi)‏ (من مواليد آنا كريستينا بالوماكي ؛ 22 أبريل 1972) عارضة أزياء وممثلة أفلام وفنلندية إيطالية من مواليد فنلندا، وتعتبر رمزا للجنس في التسعينيات والألفينات.

## حياتها الخاصة
ارتبطت في أوائل التسعينات ماكس بياجي منذ 1994 إلى 1996 إلى فيوريلو.
في عام 2005 تزوجت من المطور والممول الروماني ستيفانو ريكوتشي، الذي انفصلت عنه بعد عام.
من عام 2008 إلى عام 2010 ، كانت مرتبطة برائد أعمال رومانيا، ديني مونتيسي، الذي أنجبت منه ابنة تدعى أليسا من مواليد 2010.
منذ عام 2012 ، تم ربط أندريا روجيري، ابن شقيق الصحفي برونو فيسبا، بالمحامي والصحفي والمؤلف التلفزيوني.

## الروابط الخارجية
- آنا فالشي على موقع IMDb (الإنجليزية)
- آنا فالشي على موقع ميتاكريتيك (الإنجليزية)
- آنا فالشي على موقع روتن توميتوز (الإنجليزية)
- آنا فالشي على موقع ألو سيني (الفرنسية)
- آنا فالشي على موقع ميوزك برينز (الإنجليزية)
- آنا فالشي على موقع تيرنر كلاسيك موفيز (الإنجليزية)
- آنا فالشي على موقع أول موفي (الإنجليزية)
- آنا فالشي على موقع ديسكوغز (الإنجليزية)
- آنا فالشي على موقع قاعدة بيانات الفيلم (الإنجليزية)
- آنا فالشي على موقع كينوبويسك (الروسية)

- الموقع الرسمي
- Anna Falchi في قاعدة بيانات الأفلام على الإنترنت
- "Anna Falchi". AskMen. مؤرشف من الأصل في 2008-07-25.